# Folklór

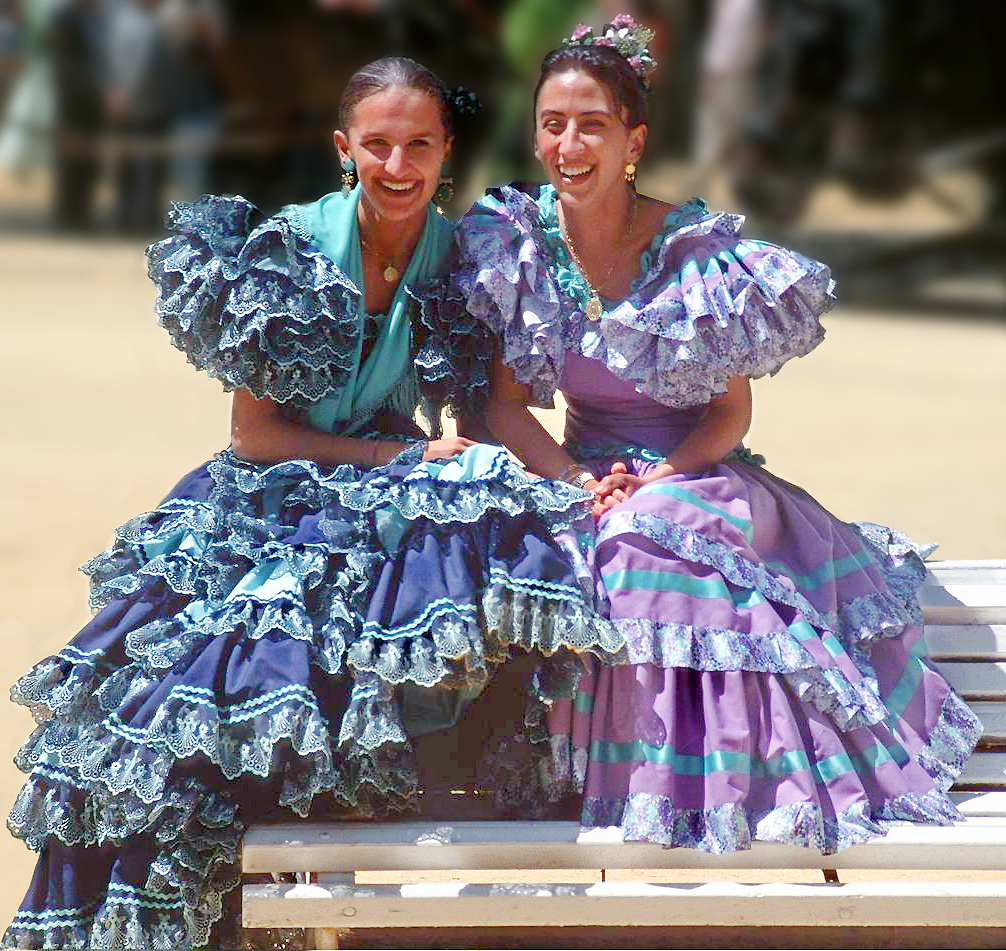
A folklór része a népviselet (Spanyolország, Jerez de la Frontera)

A folklór szóban vagy zenei formában terjedő mesék, mondák, népszokások, dalok, táncok összessége; valamely nép hagyományainak íratlan javainak a hagyomány útján öröklődő tartalma. Tágabb értelemben a teljes szellemi néphagyomány (beleértve annak tárgyiasult formáit), szűkebb értelemben ennek csupán szóbeli része: a népi mondások, színjátékok, népmesék, hiedelmek, szokások, a népköltészet stb. Meghatározása nem egyértelmű; különböző kutatók a fogalom számos, igencsak eltérő értelmezését használták, illetve használják ma is:
- egyesek szerint csak a parasztság, illetve az úgynevezett „alsóbb osztályok” művészetét jelöli,
- mások szerint csupán a művészi alkotásokra (a „nem hivatásos” művészek alkotásaira terjed ki,
- megint mások a kizárólag szóban hagyományozott formákra szűkítik tartalmát.

Kutatása, a folklorisztika a néprajztudomány (etnográfia) egyik ága.

## A szó eredete
A kifejezés az angol folk (=nép) és az elavult lore (=tudomány) szavak összetételéből származik. A kifejezést William J. Thoms (1803–1885) ókortudós, a londoni «Athenaeum» munkatársa alkotta, vagy legalábbis ő használta először (1846-ban) a mai közkeletű (általánosabb) értelmében — „régi cselekedetek, szokások, megfigyelések, babonák, proverbiumok stb.”.

## Tárgyköre
A folklór az etnológia része, tehát nem azonos vele, amint talán a folk (s még inkább az alakilag egészen megfelelő, de értelmében már némileg eltérő német Volk szónak a görög etnosz szóval és a lore (Lehre) elemnek az ugyancsak görög logiával találkozása hinni engedné.
A számos definíció alapjában a „lore” (tudás, ismeret) utótag értelmezésében tér el egymástól, bár a „folk” (nép) előtag is számos értelmet kapott. Sokáig tartotta magát az az álláspont, hogy az „egyszeri nép” a hagyományos jellegű kétkezi munkát végző tömegekkel (parasztok, halászok stb.) azonos, de a 20. század mindinkább tért hódított az a nézet, hogy lehet saját, népi kultúrája más közösségeknek is, mint például a kamionsofőröknek, a bűnözőknek, a kollégista diákoknak stb.
Egy szűkítő értelmezése (Pallas) szerint hat témakört foglal magába: 
- I. A szókincsből meríthető s a) a néplélek képzettartalmát, b) képzetelvonó sajátos eljárását megvilágító adatok. Mégpedig: 1. az anyagi világra és erkölcsi értékrendre, 2. az anyagi világ mögött rejlő személyesített erőkre s az erkölcsi életrendet szabályozó transzcendentális felfogásra vonatkozó képzetek sorában.
- II. a közmondások és stereotip szólásmódok, megint az első pont felosztása szerint.
- III. A szóbeli néphagyományok, illetőleg a népirodalom epikai része, úgymint 1. Mesék: a) ún. tündérmesék, b) állatmesék, c) tréfás és pajkos elbeszélések, adomák. 2. Mondák: a) helyekhez kötött, b) a néphit alakjairól szóló, c) a vallás alakjaihoz fűződő, d) magyarázó mondák (legendák és elbeszélések). 3. Epikus énekek (hősköltemények, románcok, balladák stb.)
- IV. A szóbeli hagyományok lírai része, úgymint 1. dalok, táncdalok és táncszók; 2. dajkarímek, gyermekversikék (amennyiben az 1. alattiak töredékei, vagy magvai).
- V. A szóbeli hagyományok szatirikus, didaktikus és vegyes elemei, úm. 1. gúnyversek, csúfolódó és bosszantó rímek; 2. köszöntő és ünnepi szokásokhoz fűződő költemények (lakodalmi mondókák stb.); 3. emlékversikék, játék-mondókák, kiolvasó versek stb.; 4. találós mesék.
- VI. A szóbeli hagyományok drámai része, úm. 1. misztériumfélék s rokonfélék, 2. világi népdráma, 3. drámai formájú népmulatságok és játékok.

Egy másik szűkítő koncepció (Dan Ben-Amos, 1972) értelmében a folklór nem a teljes kulturális tapasztalatot öleli fel, csak a művészi megnyilvánulásokat tartalmazza, mint „művészi kommunikáció kis csoportok között” (MNL).
A legtágabb értelmezés szerint a „folk” lehet az emberek bármely olyan csoportja, amelynek tagjai között legalább egy közös vonást találunk
Csaknem valamennyi meghatározásnak fontos eleme a szóbeliség, de emellett nem hagyhatjuk figyelmen kívül a mémek átadásának más módjait sem;ilyen például az utánzás.
Jan Harold Brunwand szerint a folklór fő jellemzői:
- szóban terjed; egyik ember, illetve egyik generáció adja át másikának;
- hagyományos (a hagyomány persze változik, illetve megújul, egyes hagyományok kihalnak, és újak lépnek a helyükbe);
- változatai alakulnak ki, és párhuzamosan léteznek egymás mellett;
- alkotói névtelenek (ez nem zárja ki annak lehetőségét, hogy érdeklődők egyes mémek bevezetőinek nevét ki tudják kutatni);
- formulaszerűségre törekszik — ez a formalitás úgy biztosítja a mémek fennmaradását, hogy jelentősen korlátozza az egyes alkotók szabadságát.

Emellett fontos leszögezni,  hogy a folklór mindig a társadalomba ágyazva működik, létezik. Része a társadalom életének, és abban fontos funkciókat tölt be:
- szórakoztat,
- megerősíti, illetve igazolja a kulturális értékeket és rítusokat, valamint intézményeket,
- szerepet játszik a nevelésben,
- segít megtartani a viselkedésnek az adott közösségben elfogadott szabályait.

Az UNESCO 1989-es állásfoglalása szerint „A folklór (vagy hagyományos és népi kultúra) egy kulturális közösség hagyományos alkotásainak összessége, amely alkotásokat valamely csoport vagy egyének juttatnak kifejezésre, és az illető közösség elvárásaival egyezőnek ismerhető el, amennyiben tükrözi annak szóban, utánzással vagy más módon hagyományozott kulturális és társadalmi identitását, normáit és értékeit. Megjelenési formái egyebek közt a nyelv, az irodalom, a zene, a tánc, a játékok, a mitológia, a szokások, a kézművesség, az építészet és más művészetek... A folklór rész az emberiség egyetemes örökségének.”